# 유실수

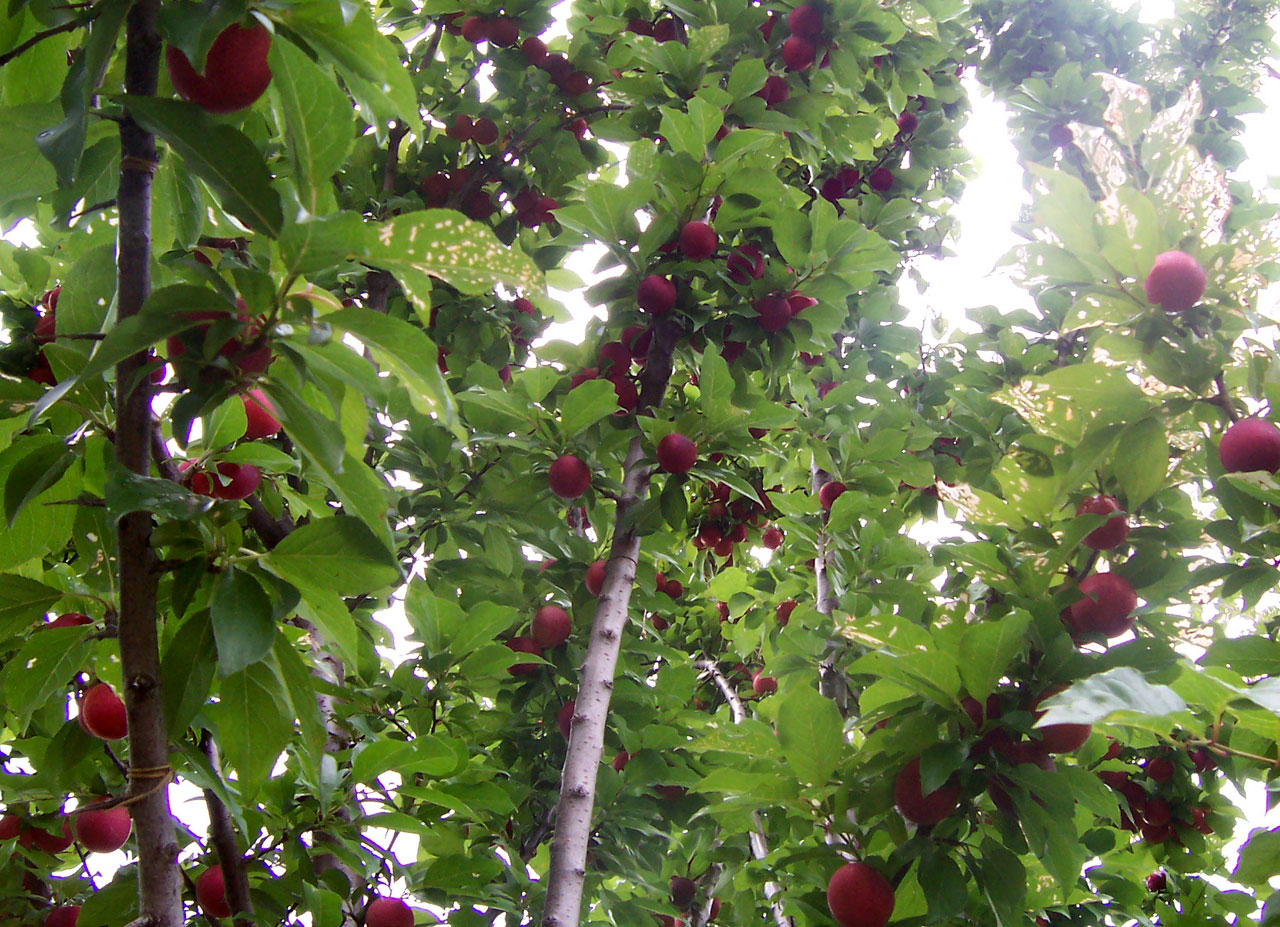
과실이 성장 중인 자두나무

유실수(有實樹)는 동물과 인간이 소비하거나 사용하는 열매를 맺는 나무이다. 과수(果樹, 영어: fruit tree)라고도 한다. 꽃 피는 식물인 모든 나무는 하나 이상의 씨앗을 담고 있는 꽃의 익은 씨방인 열매를 맺는다. 원예 용도에서 유실수라는 용어는 인간의 음식에 과일을 제공하는 나무로 제한된다.
과학 연구와 과일 재배를 포몰로지(pomology)라고 하는데, 이는 식물 형태와 해부학을 기반으로 과일을 그룹으로 나눈다. 이러한 그룹 중 일부는 사과와 배를 포함하는 이과류와 복숭아/천도복숭아, 아몬드, 살구, 자두 및 체리를 포함하는 핵과류이다.

## 유실수의 예
- 아비우
- 아몬드
- 암라
- 사과
- 살구나무절
- 아보카도
- 캐슈나무
- 버찌
- 귤속(오렌지, 레몬, 라임 등)
- 코코야자
- 사과나무속
- 댐슨자두
- 두리안
- 딱총나무속
- 무화과나무속
- 그레이프프루트
- 구아바
- 잭프루트
- 대추나무
- 레몬
- 라임
- 비파나무
- 리치 (식물)
- 망고
- 양모과
- 뽕나무속
- 올리브나무
- 복숭아
- 배나무속
- 피칸
- 감
- 포멜로
- 마르멜루
- 석류나무
- 람부탄
- 사포딜라
- 그라비올라
- 유럽밤나무
- 호두

## 같이 보기
- 과수원
- 핵과